# ميتسوهيرو اوغاتا
ميتسوهيرو اوغاتا (باليابانية: 緒方 光彦) (مواليد 26 مارس 1969)، هو لاعب كرة قدم سابق كان يلعب كلاعب وسط.